# Paectes
Paectes is een geslacht van vlinders van de familie Euteliidae, uit de onderfamilie Euteliinae.

## Soorten
- P. abrostoloides Guenée, 1852
- P. acutangula Hampson, 1912
- P. albescens Hampson, 1912
- P. arcigera Guenée, 1852
- P. areusa Walker, 1862
- P. burserae Dyar, 1901
- P. canescens Tams, 1935
- P. canofusa Hampson, 1898
- P. costictrigata Bethune-Baker, 1906
- P. cristatrix Guenée, 1852
- P. curvilinea Schaus, 1911
- P. cyanodes Turner, 1902
- P. chlorophora Hampson, 1912
- P. chrysoplaga Druce, 1911
- P. declinata Grote, 1879
- P. delineata Guenée, 1852
- P. devincta Walker, 1858
- P. elegans Möschler, 1890
- P. endochlora Schaus, 1911
- P. eumicta Schaus, 1911
- P. euphiles Prout, 1928
- P. fabrica Swinhoe, 1902
- P. flabella Grote, 1879
- P. fovifera Hampson, 1912
- P. fuscescens Walker, 1855
- P. glauca Hampson, 1905

- P. griseifusa Hampson, 1905
- P. haematosema Schaus, 1911
- P. kebeae Bethune-Baker, 1906
- P. languida Warren, 1914
- P. leucotrigona Hampson, 1905
- P. lunodes Guenée, 1852
- P. maricia Schaus, 1938
- P. nubifera Hampson, 1912
- P. nyctichroma Hampson, 1905
- P. obrotunda Guenée, 1852
- P. oculatrix Guenée, 1852
- P. phaeophaga Schaus, 1911
- P. phloisma Dyar, 1914
- P. polia Hampson, 1912
- P. poliotis Hampson, 1905
- P. pratti Bethune-Baker, 1906
- P. psaliphora Hampson, 1912
- P. pygmaea Hübner, 1818
- P. roseovincta Warren, 1914
- P. sabulosa Schaus, 1906
- P. semicircularis Hampson, 1912
- P. songoensis Zerny, 1916
- P. subapicalis Walker, [1858, 1857
- P. taminata Warren, 1914
- P. variegata Roepke, 1932
- P. viridescens Jones, 1914